# كرايغ أونغر
كرايغ أونغر (بالإنجليزية: Craig Unger)‏ هو كاتب وصحفي أمريكي، ولد في 25 مارس 1949 في نيويورك في الولايات المتحدة.

## وصلات خارجية
- كرايغ أونغر على موقع IMDb (الإنجليزية)